# Ilha Akimiski
A Ilha Akimiski é a maior ilha da Baía de James (uma extensão sudeste da Baía de Hudson), faz parte da região Qikiqtaaluk do território de Nunavut, no norte do Canadá. Possui uma área de 3.001 km2, tornando-se a 163ª maior ilha do mundo e a 29ª maior ilha do Canadá. Akimiski fica a apenas 19 km da província de Ontário. Do lado ocidental da ilha, pode-se ver o litoral de Ontário.
O nome da ilha é oriundo da língua cree e significa "terra do outro lado da água".
A ilha não tem habitantes, no entanto, faz parte do território tradicional da Primeira Nação Attawapiskate e é frequentemente usada para fins tradicionais. A superfície de Akimiski é plana e inclina-se gradualmente para o norte. A maior parte da vegetação que cobre a ilha consiste em líquens, musgos, juncos e abetos negros anões. A ilha é uma zona úmida costeira que inclui lodaçais, pântanos de maré e lamaçais de maré. Os riachos de água doce que correm para o sudoeste da Baía de James carregam sedimentos e nutrientes abundantes que ajudam a sustentar o habitat produtivo de aves aquáticas ao redor da ilha de Akimiski.
O grupo da ilha Akimiski inclui as ilhas Akimiski, Gasket e Gullery; Albert Shoal; e Akimiski Strait Isles.

## Clima
- Temperatura média anual: 2,5ºC.
- Média de pluviosidade anual: 450 mm.
- Média de neve anual: 250 mm.[2]